# Coupe d'Europe de hockey sur glace 1986-1987
Navigation
Coupe d'Europe 1985-1986 Coupe d'Europe 1987-1988
La saison 1986-1987 est la 22e édition de la Coupe d'Europe de hockey sur glace.

## Tour préliminaire
| Équipe 1           | Score     | Équipe 2      |
| ------------------ | --------- | ------------- |
| HC Steaua Bucurest | 14:0, 6:2 | HK CSKA Sofia |

## Premier tour
| Équipe 1           | Score     | Équipe 2        |
| ------------------ | --------- | --------------- |
| Stjernen Hockey    | 14:3, 9:4 | Wasps de Durham |
| GIJS Groningen     | 2:2, 3:6  | Dynamo Berlin   |
| HC Steaua Bucurest | 2:2, 4:5  | HK Partizan     |
| Mont-Blanc         | 0:5*, 3:3 | HC Merano       |

* Score officiel, dû à l'irrégularité dans l'enregistrement de deux joueurs du Mont-Blanc
 Tappara Tampere,   
 HC Lugano,   
 EC Klagenfurt AC,  
 TMH Polonia Bytom : qualifiés d'office.

## Second tour
| Équipe 1        | Score      | Équipe 2          |
| --------------- | ---------- | ----------------- |
| Stjernen Hockey | 0:10, 0:13 | Tappara Tampere   |
| Dynamo Berlin   | 2:5, 1:1   | HC Lugano         |
| HK Partizan     | 2:5, 1:9   | TMH Polonia Bytom |
| HC Merano       | 9:11, 4:8  | EC Klagenfurt AC  |

 Färjestad BK,   
 Kölner EC,   
 TJ VSŽ Košice,  
 HK CSKA Moscou :  qualifiés d'office.

## Troisième tour
| Équipe 1          | Score    | Équipe 2       |
| ----------------- | -------- | -------------- |
| Tappara Tampere   | 2:8, 5:7 | HK CSKA Moscou |
| HC Lugano         | 4:2, 4:5 | Kölner EC      |
| TMH Polonia Bytom | 1:4, 2:3 | TJ VSŽ Košice  |
| EC Klagenfurt AC  | 6:5, 4:6 | Färjestad BK   |

## Groupe final
| Équipe 1       | Score | Équipe 2       |
| -------------- | ----- | -------------- |
| HK CSKA Moscou | 4:4   | Färjestad BK   |
| HC Lugano      | 4:5   | TJ VSŽ Košice  |
| HK CSKA Moscou | 9:0   | TJ VSŽ Košice  |
| HC Lugano      | 3:7   | Färjestad BK   |
| HC Lugano      | 2:10  | HK CSKA Moscou |
| TJ VSŽ Košice  | 5:4   | Färjestad BK   |

### Classement du groupe final
| Place | Équipe         | Points |
| 1     | HK CSKA Moscou | 5      |
| 2     | TJ VSŽ Košice  | 4      |
| 3     | Färjestad BK   | 3      |
| 4     | HC Lugano      | 0      |

## Bilan
Le HK CSKA Moscou remporte la 22e Coupe d'Europe.